# Hòn Mê
Hòn Mê ist eine vietnamesische Insel im Südchinesischen Meer. Die im Golf von Tonkin gelegene Insel liegt zwölf Kilometer vor der Festlandküste des nördlichen Vietnams, und gehört zur Provinz Thanh Hóa.
Der nächste größere Ort auf dem Festland ist Tĩnh Gia, rund 25 Kilometer nordwestlich von der Insel gelegen. Auf dem höchsten Punkt der Insel befindet sich ein 1977 errichteter Leuchtturm. Der Betonleuchtturm hat eine Höhe von 18,5 Metern, und steht auf dem Haus des Leuchtturmwärters.

## Geschichte
Während des Vietnamkriegs befanden sich auf der seinerzeit nordvietnamesischen Insel Hòn Mê Radaranlagen der Vietnamesischen Volksarmee und Einheiten zu deren Sicherung. Im Rahmen der Operation 34A griffen in der Nacht vom 30. auf den 31. Juli 1964 vier amerikanische Schnellboote der Tjeld-Klasse mit südvietnamesischer Besatzung (PTF-2, PTF-3, PTF-5, PTF-6) die Radaranlagen und andere militärische Installationen auf den Inseln Hòn Ngư und Hòn Mê mit rückstoßfreien Geschützen (57mm M18 recoilless rifle) an. Am Morgen des 31. Juli trafen diese vier Boote bei ihrem Rückmarsch zur Marinebasis Đà Nẵng auf den amerikanischen Zerstörer Maddox, der im Rahmen der Operation Desoto gerade in den Golf von Tonkin einlief. Zwei Tage später, am 2. August 1964, war die Maddox nahe Hòn Mê in den Tonkin-Zwischenfall verwickelt. Die Radarstation, Küstenbatterien und andere militärische Einrichtungen auf der Insel Hòn Mê wurden im weiteren Verlauf des Vietnamkrieges wiederholt von amerikanischen Flugzeugen und Flotteneinheiten angegriffen.
1986 erklärte der vietnamesische Ministerrat die gesamte Insel Hòn Mê einschließlich ihrer Küstenzone zu einem Naturschutzgebiet mit einer Fläche von fünf Quadratkilometern. 1999 wurde das Naturschutzgebiet Hòn Mê von elf Mitarbeitern betreut, von denen fünf in einem Büro auf dem Festland und sechs in einem Wachposten auf Hòn Mê arbeiten. 1997 wurde die Insel von der Liste der landesweit ausgewiesenen Naturschutzgebiete gestrichen.